# Nautilocalyx speciosus
Nautilocalyx speciosus är en tvåhjärtbladig växtart som beskrevs av Wiehler. Nautilocalyx speciosus ingår i släktet Nautilocalyx och familjen Gesneriaceae. Inga underarter finns listade i Catalogue of Life.